# A.P.P.P.
A.P.P.P. Co., Ltd., (яп. 有限会社アナザープッシュピンプランニング, Yūgen-gaisha Anazā Pusshupin Puranningu, абревіатура від «Another Push Pin Planning», вимовляється як «A Three P») — японська аніме-студія, заснована 22 червня 1984 року у особливому районі Токіо, Суґінамі. Її дочірня компанія Super Techno Arts займається дистрибуцією аніме, зокрема у Північній Америці. Нинішній президент A.P.P.P., Кадзуфумі Номура, починав свою кар'єру в Mushi Production. З моменту свого створення студія брала участь у виробництві величезної кількості аніме-фільмів і телесеріалів, співпрацюючи з іншими компаніями. A.P.P.P. користується довірою завдяки роботі над наступними аніме: Project A-Ko, Robot Carnival, Roujin Z тощо. Зараз компанія також продовжує активну роботу в якості субпідрядника для інших студій.

## Роботи студії

### Телесеріали
- Kurogane Communication (1998–1999)
- Black Heaven (1999, у співпраці з AIC)
- Omishi Magical Theater: Risky Safety (1999–2000)
- Sci-Fi Harry (2000–2001)
- Fist of the Blue Sky (2006–2007)

### OVA
- Cream Lemon (1984–1987)
- Project A-ko 2: Plot of the Daitokuji Financial Group (1987)
- JoJo's Bizarre Adventure OVA (1993–1994)
- Crimson Wolf (1993)
- Golden Boy (1995–1996)
- JoJo's Bizarre Adventure OVA (2000–2002)
- Kage (2004)

### Повнометражні фільми
- Project A-Ko (1986)
- Robot Carnival (1987)
- Roujin Z (1991)
- Street Fighter Alpha: Generations (2005)
- JoJo's Bizarre Adventure: Phantom Blood (2007)